# Liste de points extrêmes de Cuba
Voici une liste de points extrêmes de Cuba
| \| Punta Hicacos Cape San Antonio Cape Cruz Punta Maisie Pico Turquino \| Localisation de points extrêmes de Cuba |
| Punta Hicacos Cape San Antonio Cape Cruz Punta Maisie Pico Turquino                                               |

## Latitude et longitude
- Nord : Punta Hicacos 23° 12′ 23″ N, 81° 08′ 44″ O
- Sud : Cape Cruz 19° 49′ 37″ N, 77° 40′ 30″ O
- Est : Punta Maisie 20° 12′ 32″ N, 74° 08′ 01″ O
- Ouest : Cape San Antonio  21° 51′ 39″ N, 84° 57′ 25″ O

## Altitude
- Point culminant : Pico Turquino 1 974 m 19° 59′ 22″ N, 76° 50′ 09″ O
- Point le plus bas: niveau de la mer